# پدر فوروباتن
پِدِر لورِنْتسْ فوروباتْن (نروژی: Peder Lorentz Furubotn؛ زاده ۲۹ اوت ۱۸۹۰ - درگذشته ۲۸ نوامبر ۱۹۷۵)، یک سیاستمدار نروژی بود. وی از فعالین حزب کمونیست نروژ بود و طی سال‌های اشغال نروژ توسط قوای آلمان هیتلری، رهبری مقاومت مخفی، توسط جناح کمونیستی، در نروژ را بر عهده داشت. در محافل سیاسی  چپ نروژ، حدوداً بین سال‌های ۱۹۲۰ تا ۱۹۴۰ میلادی، پِدِر فوروباتْن، یکی از بحث انگیزترین شخصیت‌های سیاسی بوده‌است.

## پیشینه
پِدِر فوروباتْن، در شهرکی کوچک به نام «بِرِکِه» در غرب نروژ به دنیا آمد و نوجوانی خود را در شهر برگن سپری کرد. پدرش یک کارگر رنگ آمیزی الیاف بود که بعدها به کارگری آسیاب غلات، تغییر شغل داد. پِدِر فوروباتْن خود، شاگرد نجار بود و در سال ۱۹۰۷ میلادی، مدرک فنی نجاری مبلمان را به‌طور رسمی در شهر برگن، دریافت کرد. وی در جوانی عضو حزب کارگر نروژ؛ و بین سال ۱۹۱۸ تا ۱۹۱۹ میلادی، رئیس شورای کارگران در شهر برگن؛ سپس از سال ۱۹۲۰م، یکی از دبیران ائتلاف اتحادیه‌های صنفی نروژ بود.
 در نشست سراسری حزب کارگر نروژ، در سال ۱۹۲۳ میلادی، فوروباتْن، از جمله اعضایی بود که به نفع نظریه همکاری نزدیک با اتحاد جماهیر شوروی، رأی داد؛ و به دنبال انشعاب حزب کارگر نروژ در پاییز سال ۱۹۲۳ م، وی به عنوان دبیرکل حزب تازه تأسیس کمونیست نروژ، انتخاب شد. فوروباتْن، از سال ۱۹۲۵ تا ۱۹۳۰م، رهبری حزب را بر عهده داشت. اما بعد ازاینکه حزب کمونیست نروژ، حد نصاب لازم برای ارسال نماینده به مجلس ملی نروژ را به دست نیاورد، وی از رهبری حزب، کناره گرفت.
بعد از اشغال نروژ، در سال ۱۹۴۰م، توسط ارتش آلمان، پِدِر فوروباتْن، ابتدا دستگیر شد اما بزودی آزاد گشت. پس از آزادی وی، مخفی شد؛ و در طی سالهای اشغال نروژ در طول جنگ جهانی دوم، رهبری جنبش مقاوت مخفی جناح کمونیستی نروژ را به دست گرفت. بعد از پایان جنگ، و آزادی نروژ در سال ۱۹۴۵م، فوروباتْن، پیشنهاد نامزدی در انتخابات مجلس ملی نروژ را نپذیرفت و در سال ۱۹۴۷ از سمت خود در حزب، استعفا داد.
به دنبال توافقی که بین دو جناح مخالف در حزب کمونیست نروژ بعد از انتخابات مجلس ملی نروژ، در سال ۱۹۴۹م، به دست آمد؛ پِدِر فوروباتْن، از تشکیلات حزب، کنار گذاشته شد. از آن پس فعالیت وی، به نوشتن مقالات کوتاه در نشریات نروژ، محدود بوده‌ است.